# WAN
Et WAN (wide area network) er et netværk der strækker sig over store geografiske områder, Internettet er f.eks. det største WAN der findes lige nu, der er også private WAN som hovedsageligt består af to eller flere LAN-netværk som er forbundet til hinanden. For eksempel, en virksomhed med et kontor i Danmark og et i USA hvor der et opsat et LAN-netværk i begge ender, de kommunikerer med hinanden gennem lejede linjer og former til sammen et WAN. Et WAN bruges til at forbinde computere i en del af verden med den anden del i verden, så de brugere fra forskellige dele af verden kan kommunikere med hinanden. Mange WAN er bygget til en organisation / et firma. WAN benytter faciliteterne, der leveres af en serviceudbyder f.eks. internetudbyder eller telefonselskaber. 
Hovedformålet med et WAN er at etablere en sikker, hurtig og pålidelig kommunikationskanal blandt mennesker der er langt fra hinanden. Wide Area Networks bruger mange forskellige typer af netværksenheder f.eks. WAN switche, access servere, CSU/DSU, modemmer, ISDN terminal adaptere, routere, multiplexere, ATM switche og andre. Et eksempel på et WAN er SURFnet som er et forskningsnetværk, i Holland, der forbinder universiteter og forskningscentre med hinanden.
| Telekommunikation | Spire Denne artikel om telekommunikation er en spire som bør udbygges. Du er velkommen til at hjælpe Wikipedia ved at udvide den. |